# Kondor kalifornský
Kondor kalifornský (Gymnogyps californianus) je kriticky ohrožený pták z čeledi kondorovitých. V současné době tento kondor obývá pouze oblast Grand Canyonu, Národního parku Zion, pohoří Kalifornie na západním pobřeží a sever mexického státu Baja California, kde byl uměle vysazen – roku 1987 v přírodě vyhynul. V současné době je také jediným žijícím zástupcem rodu Gymnogyps.

## Popis
Kondor kalifornský je největším suchozemským ptákem Severní Ameriky. Je celý černý s bílým pruhem na spodní straně křídel a holou hlavou, jejíž zbarvení se pohybuje od nažloutlé po jasně červenou. Ze všech americkým ptáků má největší rozpětí křídel (2,5 až 3 metry) a patří i mezi nejtěžší z nich (7 až 11 kg). Jeho potravu tvoří převážně mršiny. Je zároveň i jedním z nejdéle žijících ptáků světa, může se dožít až 50 let.
Samice kondorů kalifornských mají schopnost partenogenetického rozmnožování.

## Ochrana
Během 20. století byl zaznamenán drastický pokles populace, který byl způsoben zejména lovem, otravou olovem a ničením kondorova přirozeného biotopu. V roce 1987 proto vláda Spojených států schválila ochranný program, jehož cílem bylo pochytat zbývajících 22 volně žijících jedinců a umístit je do San Diego Wild Animal Park a do Zoo v Los Angeles. Zde se dařilo kondory kalifornské úspěšně rozmnožovat, a tak v roce 1991 došlo k reintrodukci do volné přírody. Projekt na záchranu kondora kalifornského je dodnes nejdražším ochranářským opatřením v historii Spojených států. V dubnu 2009 na světě žilo celkem 322 jedinců, z toho 172 ve volné přírodě. V červenci 2019 oznámily americké úřady, že počet narozených jedinců dosáhl jednoho tisíce.
Kondor kalifornský je významným ptákem pro mnohé domorodé kalifornské kmeny a často hraje důležitou roli v jejich tradičních mýtech.

## Galerie

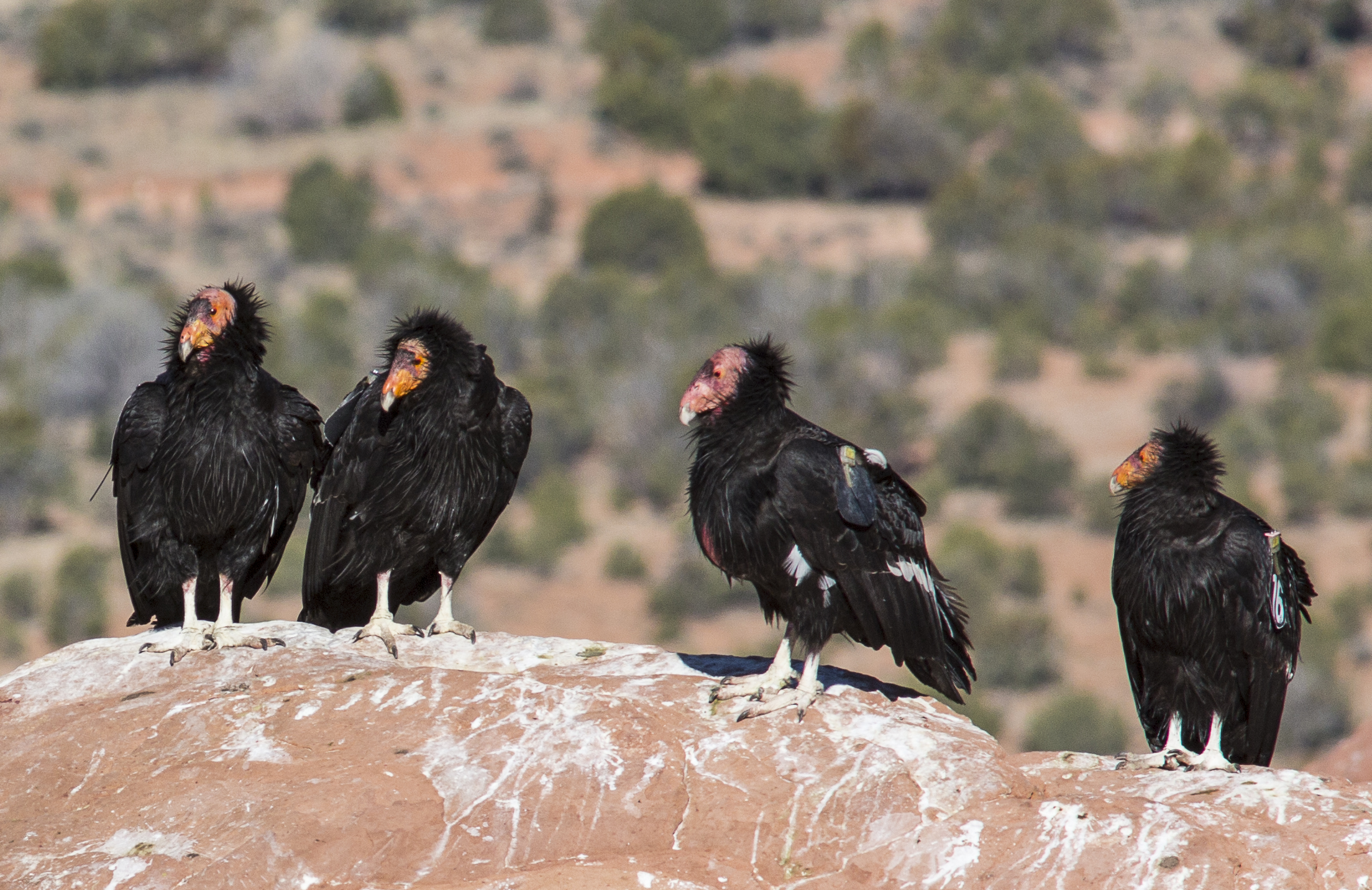
Kondor kalifornský
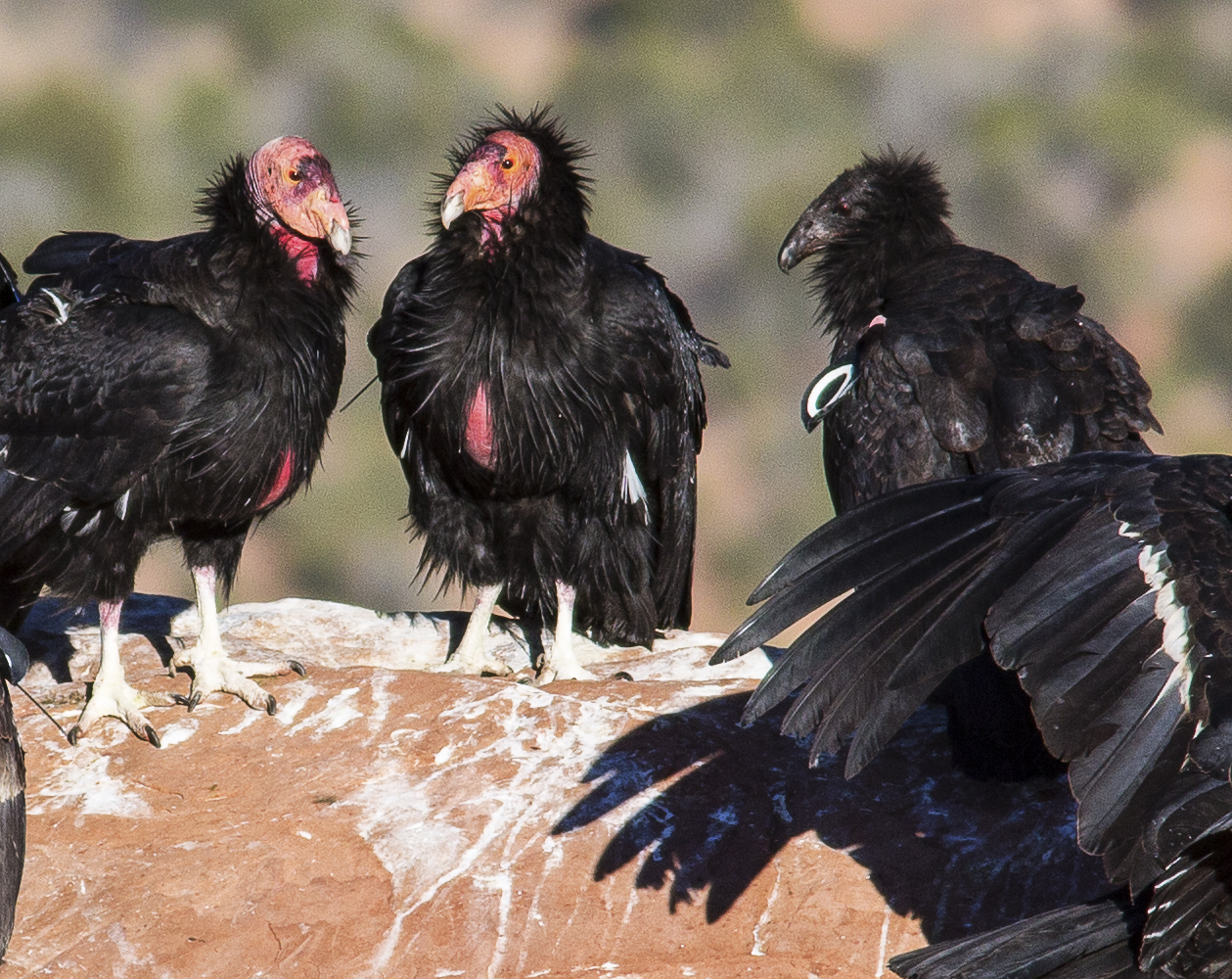
Kondor kalifornský
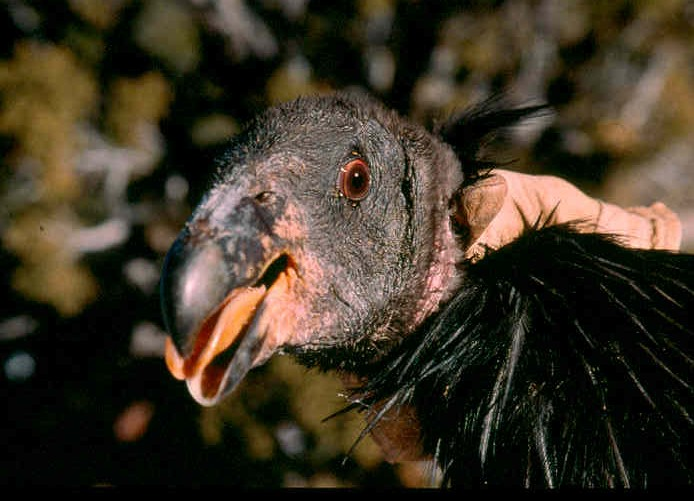
Kondor kalifornský
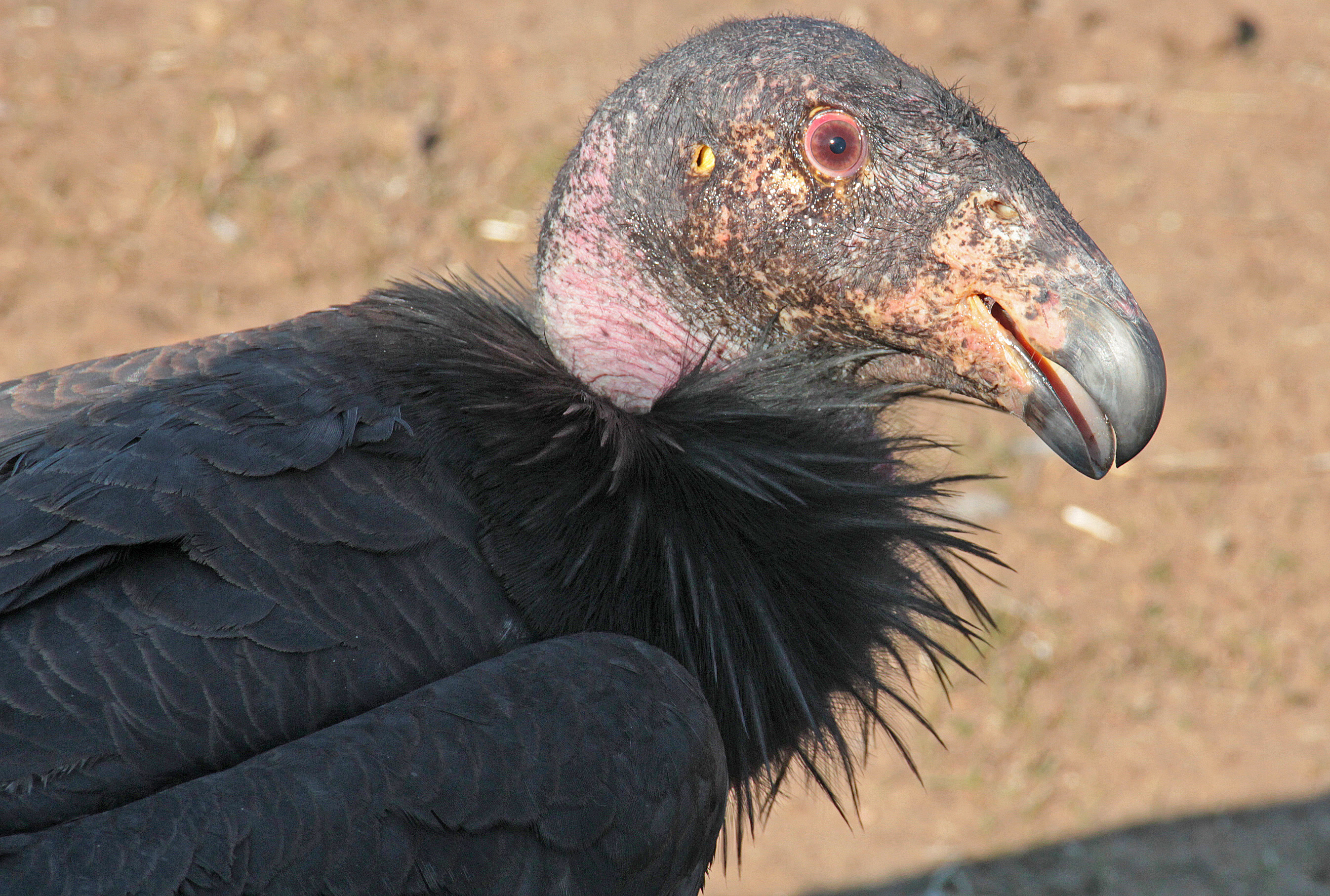
Kondor kalifornský
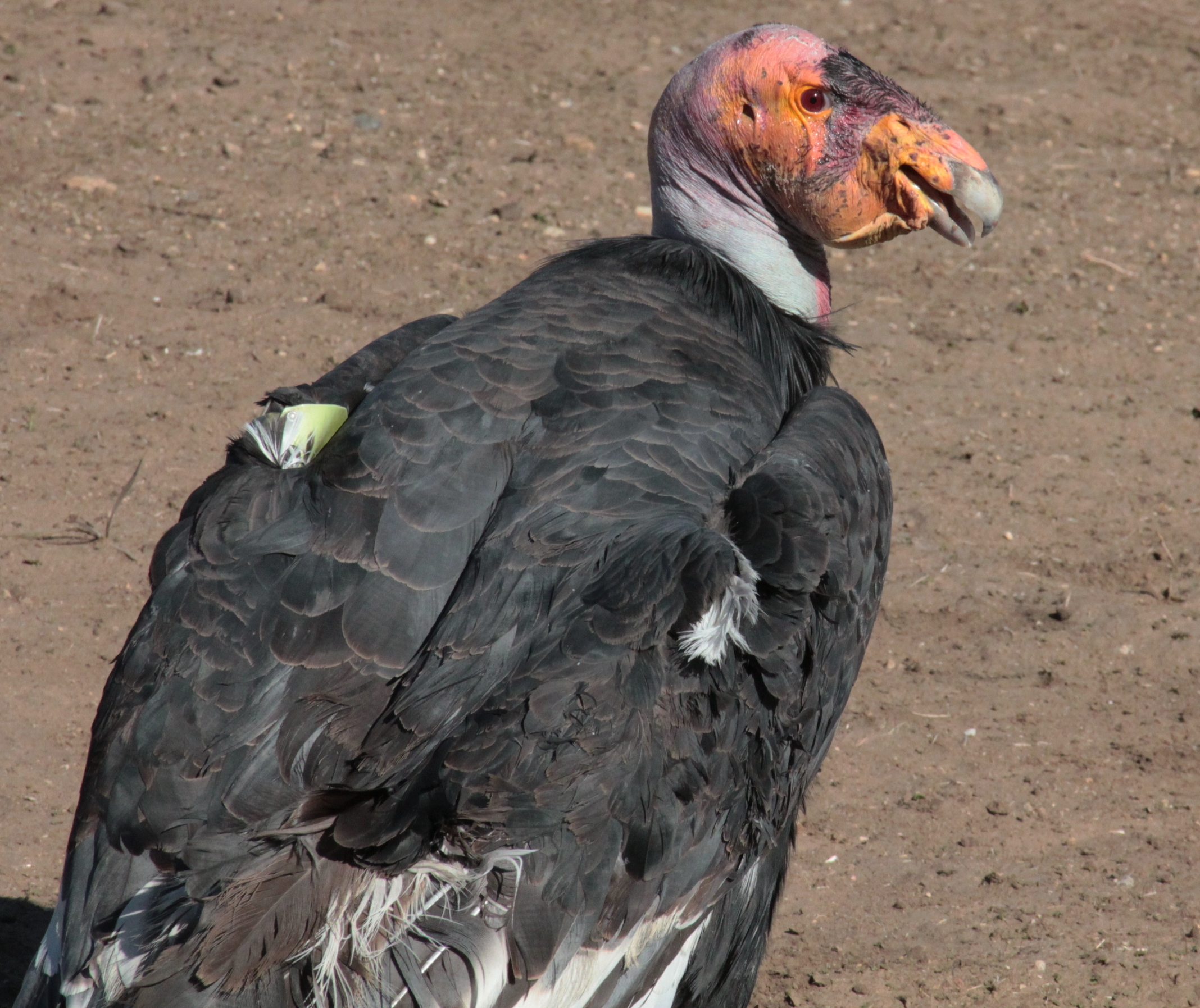
Kondor kalifornský